# Marceline, la reine des vampires
Marceline, la reine des vampires est un personnage fictif appartenant à la série d'animation américaine Adventure Time, créée par Pendleton Ward. Dans la version originale, Olivia Olson prête sa voix au personnage dans la majeure partie de ses apparitions; Ava Acres incarne le rôle de Marceline enfant, et Cloris Leachman le rôle de Marceline grand-mère. Marceline est une vampire friponne chronologiquement âgée de 1 000 ans. Le nom de Marceline est inspiré du deuxième prénom d'une amie d'enfance de Ward, Marie. Le design artistique de Marceline est effectué par Ward, en plus de changements mineurs de quelques ajouts effectués par Phil Rynda, anciennement chargé du design du personnage et des costumes pour Adventure Time. Contrairement aux vampires traditionnels, Marceline n'a aucun besoin de boire du sang pour survivre ; à la place, elle boit ou aspire tout ce qui est rouge. Marceline joue également de la guitare basse, qu'elle a fabriqué à partir de sa vieille hache de guerre familiale.
Le personnage fait ses débuts dans l'épisode Délogés comme antagoniste, délogeant Finn et Jake de leur foyer. Cependant, à mesure de la progression de l'épisode, Marceline se lie d'amitié avec Finn et Jake. Les informations sur son passé restent flous et loin derrière ; cependant, son père Hunson Abadeer (doublé dans la version originale par le père d'Olivia, Martin Olson) apparaît dans de nombreux épisodes.
Marceline est généralement bien accueillie par la presse spécialisée, et parmi les fans de la série Adventure Time. Ward lui-même explique que Marceline est son personnage préféré dans la série, du fait qu'il ne sache rien de son passé, et que cela ajoute du mystère au personnage. Malgré cet accueil élogieux, l'épisode Le Seigneur des Portes, qui change radicalement l'opinion publique, implique une relation passée  entre Princesse Chewing-Gum et Marceline.

## Création et design

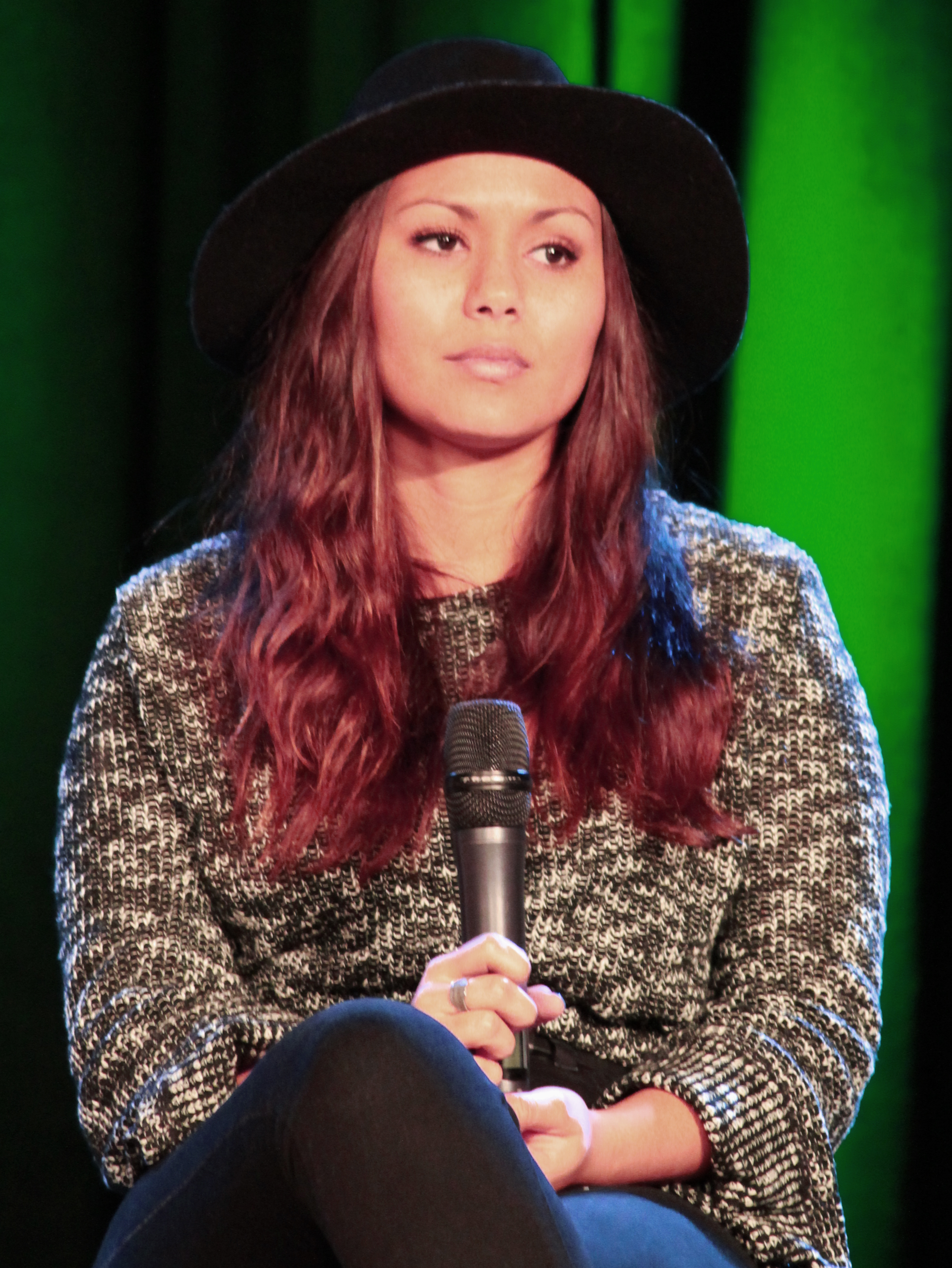
Olivia Olson à la Magic City ComicCon.

Marceline est l'un des personnages principaux d'Adventure Time. Bien qu'elle n'apparaisse pas dans l'épisode pilote, le design et le personnage sont, à cette période, déjà en préparation et lancés par Pendleton Ward,. Le nom de Marceline s'inspire d'une amie d'enfance de Ward, nommée Marie, dont le deuxième prénom est Marceline. Ward définit Marie comme quelqu'un qui aime les films d'horreur comme Psychose et porter des habits sombres. Ward crée intentionnellement Marceline comme un personnage complexe, expliquant qu'« avec les personnages féminins, c'est facile d'en faire des clichés et l'opposé de ces clichés […] J'essaye simplement de leur donner des avantages et des défauts comme pour Finn et Jake. »
Dans la version originale, Olivia Olson prête sa voix à Marceline. Le père d'Olivia, Martin Olson, est une connaissance de Ward, et Olivia est initialement encouragée par ce dernier à prendre part à l'enregistrement d'Adventure Time. Elle passait à l'origine une audition pour incarner le rôle de Princesse Chewing-Gum. Après cela, elle s'essaye dans le rôle de Marceline, et Ward se dit, de son côté, « vraiment impressionné par son personnage » après en avoir découvert le design. Martin Olson note par la suite que l'audition d'Olivia était une « fausse audition » afin de satisfaire les producteurs exécutifs de la chaîne ; Ward savait déjà qu'il l'engagerait pour le rôle de Marceline. Pour mieux incarner le personnage, Olson s'habille souvent d'une manière similaire à Marceline pendant l'enregistrement des dialogues ; elle explique, « Je crois toujours... que lorsque je dois revenir pour jouer Marceline, je dois m'habiller comme elle, d'une manière bizarre... je porte des bottes, un peu de rouge à lèvres, et j'y vais comme ça. » Olson chante également dans la série. Selon le préposé au storyboard, Cole Sanchez, Casey James Basichis et Tim Kiefer sont les compositeurs des morceaux de basse joués par le personnage. La plupart des chansons jouées par Marceline ont été mises en ligne sur Internet par les scénaristes et par la production. Par exemple, Rob Sugar — père de l'ancienne préposée au storyboard Rebecca Sugar — mettait souvent en ligne des démos de Marceline chantées par Rebecca. Frederator se permet également de poster des démos, et une version de la célèbre chanson Fry Song, chantée par Marceline dans l'épisode La nuitosphère, sur son blog officiel,. Lors des séquences de flashback, la jeune Marceline est doublée par Ava Acres. Dans les épisodes de la cinquième saison, Finn le petit humain et Jake le chien, une Marceline âgée est doublée par Cloris Leachman. Martin Olson joue le père démoniaque de Marceline, Hunson Abadeer,,. Olivia Olson note plus tard que l'occasion de doubler aux côtés de son père était « plutôt sympa. »
Le design artistique de Marceline est effectué par Ward, en plus de changements mineurs de quelques ajouts effectués par Phil Rynda, anciennement chargé du design du personnage et des costumes pour Adventure Time. Visuellement, Marceline possède des cheveux longs et noirs. Elle marche qu'à de très rares occasions sur le sol même, et préfère généralement flotter dans les airs,. Marceline, contrairement aux autres personnages, s'habille d'une manière très variée. Selon Ward, elle change fréquemment d'habits d'épisode en épisode comme « les filles dans la vraie vie. » Olson est impressionné par la manière dont le personnage s'habille, « elle a un style plutôt cool […] j'adore ce qu'elle porte dans tous les épisodes. » Olson explique à chaque fois qu'elle vient au studio d'enregistrement, elle est « totalement surprise » par les costumes de Marceline. Elle dit s'arrêter de temps en temps pour admirer les habits de Marceline. La taille et le physique de Marceline varient selon le dessinateur. Rynda définit ce moment comme l'« une des meilleures parties » de l'animation du fait que « chaque dessinateur laisse une petite partie de ses goûts dans ses dessins. »

## Apparitions
Marceline est pour la première fois intronisée comme antagoniste dans l'épisode Délogés, délogeant Finn et Jake de leur foyer,,. Dans l'épisode Le larbin, Marceline fait croire à Finn qu'il est complice de ses méfaits, mais Finn découvre qu'elle n'est en réalité pas aussi démoniaque qu'il le pensait, et tous les deux se lient d'amitié,. Le premier épisode de la seconde saison, La nuitosphère intronise son père, Hunson Abadeer, lorsque Finn l'invoque depuis une autre dimension. Abadeer est le maître de la nuitosphère, une dimension moitié enfer, moitié démoniaque. Tandis que Abadeer ravage l'île, Finn découvre qu'une tension subsiste entre Marceline et son père. Pendant qu'il est distrait, Finn parvient à renvoyer Abadeer dans la nuitosphère,.
Ancien ex-petit copain de Marceline, Ash fait une apparition dans l'épisode de la troisième saison Souvenir d'un souvenir lorsque Finn et Jake croient que Marceline est tombée dans un sommeil profond. Grâce aux conseils du sorcier, les deux entrent dans l'esprit de Marceline pour tenter de la réveiller. Dans une partie de sa mémoire, ils aperçoivent qu'elle est en couple avec Ash. Néanmoins, il est révélé que la partie de la mémoire durant laquelle Marceline rompt avec Ash a été retiré par ce dernier. Finalement, Finn révèle tout à Marceline et cette dernière attaque son ex-copain,. Dans l'épisode Le Seigneur des Portes, une animosité passée entre Marceline et Princesse Chewing-Gum est explorée lorsque Finn, Jake, Princesse Chewing-Gum, Beemo, et Marceline forment une équipe afin de vaincre le Seigneur des Portes et récupérer ce qui leur a été volé.
Dans Le petit monstre à son papa, le père de Marceline revient pour lui donner une amulette qui lui fait devenir la maîtresse de la Nuitosphère. Après un combat acharné, Finn sauve Marceline de l'amulette. Marceline avoue avoir accepté l'amulette pour que son père puisse la comprendre,,. Dans l'épisode de la quatrième saison, La brume des souvenirs, il est révélé que le Roi des Glaces et Marceline se sont rencontrés peu de temps après la Guerre des Champignons. Lors d'un flashback, Simon Petrikov — le véritable nom du Roi des Glaces avant qu'il ne porte la couronne et ne devienne fou — donne à la jeune Marceline son animal en peluche, Hambo, pour la rassurer après l'avoir trouvé près d'un dépotoir,. Lorsque Finn souhaite une réalité alternative dans laquelle le Roi Lich n'a jamais existé pendant les événements de la cinquième saison Finn le petit humain, un univers est créé dans lequel la Guerre des Champignons a été empêchée par Simon Petrikov, et dans lequel Marceline n'est jamais devenue une vampire. Dans l'épisode, elle apparaît comme une demi-démone très âgée, tuée par une « bombe mutagène » causée par une bombe congelée par Simon Petrikov. Jake parvient à tout remettre en ordre grâce à son souhait,,.
L'épisode Simon et Marcy explore plus en profondeur la relation de Marceline et Simon Petrikov ; à la suite de la Guerre des Champignons, les deux errent dans une île en ruine et prennent soin l'un de l'autre,. Dans Sky Witch, Marceline demande l'aide de Princesse Chewing-Gum, afin de trouver Maja, une sorcière. Il est révélé que Ash aurait vendu Hambo à Maja. Dans Betty, Marceline sacrifie Hambo pour que le Roi des Glaces — qui a perdu ses pouvoirs et est redevenu Simon Petrikov — puisse ouvrir un portail dans le temps afin que Simon puisse se réconcilier avec sa fiancée Betty,.

### Autres
L'équivalent masculin de Marceline — nommé Marshall Lee — apparaît dans l'épisode Fionna et Cake de la troisième saison. Il n'y fait qu'une brève apparition. Il est révélé plus tard qu'un autre épisode de Fionna et Cake se concentrera sur ce personnage. L'épisode — originellement intitulé Bad Little Boy — est diffusé le 13 février 2013. Dans l'épisode, les princesses capturés par le Roi des Glaces sont lassées d'entendre ces histoires de Fionna et Cake. De ce fait, Marceline s'arrête au pays des glaces afin de lui raconter une meilleure histoire impliquant son équivalent masculin Marshall Lee. Dans la version originale, le personnage est joué par le musicien Donald Glover.
Une sixième édition en comics, intitulée Marceline and the Scream Queens, écrit par Meredith Gran de Octopus Pie, est lancée en juillet 2012. La série se concentre sur Marceline et Princesse Chewing-Gum faisant équipe et patrouillant à travers Ooo,,. Le comics est distribué par Boom! Studios sous l'empreinte KaBoom, également distributeur de la série Adventure Time. Les autres distributeurs de la série incluent Faith Erin Hicks, et Liz Prince. Marceline est également présente de le jeu iOS intitulé Adventure Time: Rock Bandits. Dans le contexte du jeu, le Roi des Glaces kidnappe les fans de Marceline lors d'un concert, et veut qu'ils en soient ses fans. Finn et Jake doivent libérer ces citoyens.

## Caractéristiques

### Traits et personnalité
Dans le contexte de la série, Marceline est une vampire moitié-démon, et éponyme reine des vampires, après avoir tué le roi des vampires, selon Pendleton Ward,. Bien qu'elle soit âgée de 1 000 ans, elle apparaît sous la forme d'une jeune femme âgée entre 18 et 21 ans. Cependant, les circonstances concernant sa transformation en vampire sont inconnues. Dans son premier rôle, Marceline est l'antagoniste de la série, délogeant Finn et Jake de force de leur foyer. Néanmoins, elle finit par se lier d'amitié avec eux. Ward explique qu'elle n'est pas une méchante. Marceline erre sur l'île de Ooo, et est casse-cou,. Son penchant pour le mal et ses blagues en font d'elle une friponne. Bien qu'elle paraisse hostile à première vue, Finn réalise plus tard qu'il s'était trompé sur son compte,.
Marceline n'a aucun besoin de boire du sang pour survivre ; à la place, elle boit ou aspire tout ce qui est rouge. Elle peut ingurgiter du rouge vif au rose,,. Elle se rassasie uniquement grâce au rouge, et le sang peut l'attirer car il est également rouge. Cependant, Ward notifie qu'elle « boit du sang des fois. » Privée de rouge, Marceline entre dans un état « sauvage » et tentera instinctivement de tuer pour boire du sang,. Similaire au concept du vampire traditionnel, elle est vulnérable à la lumière du soleil et est capable de se transformer en chauve-souris de formes variées,,. Marceline possède également de nombreux pouvoirs, incluant lévitation, pyrokinésie, psychokinésie, invisibilité, auto-guérison, et le pouvoir de se transformer physiquement en monstres divers. Marceline est également survivante de la Guerre des Champignons. Quelques indices de son passé son retranscrits dans certains épisodes,.
Elle est très émotionnellement attachée à sa peluche Hambo, que son vieil ami Simon Petrikov lui a offert,. Dans Souvenir d'un souvenir, elle devient furieuse lorsque Ash lui dit avoir vendu son ours en peluche à une sorcière, ce qui a causé sa rupture avec Marceline,. Bien qu'elle soit très indépendante, elle semble parfois se sentir seule, comme en témoigne l'épisode Le placard de Marceline ; tandis que Jake et Finn se cachent dans le placard, elle exprime ses émotions via des écrits dans un journal intime datant de 500 ans. Dans la série, Marceline joue de la musique ; dans plusieurs sources officielles, elle est définie comme « une rockeuse sauvage,,. » Elle joue de temps à autre aux côtés de Finn et Jake, notamment, selon les circonstances. Elle joue principalement de la guitare basse, qu'elle a fabriqué à partir de sa hache de guerre familiale,. D'après Ward, elle est ambidextre, ce qui explique sa capacité à jouer des deux mains. Elle trouve souvent plus facile d'exprimer ses émotions en musique,.

### Relations
Marceline est très proche de Finn et Jake. Marceline et Finn possèdent plein de choses en commun ; dans les épisodes Délogés et Le larbin, Marceline se lie d'amitié avec Finn du fait qu'il soit naturel,. Bien qu'elle ait déjà embrassé amicalement Finn à deux reprises,, Ward note qu'il n'existe aucun lien romantique entre eux. En parallèle, Marceline et Jake partagent un côté relationnel plus complexe. À ses premières apparitions, elle prend plaisir à effrayer Jake, qui se dit terrifié par les « morsures de vampire. » Jake, en retour, pense d'elle être maléfique et avoir pris possession de l'âme de Finn. De ce fait, Jake tente de la tuer à plusieurs reprises, sans succès,. Cependant, après les événements de l'épisode Le larbin, Jake semble avoir oublié sa crainte ; dans Souvenir d'un souvenir, il la cite même comme « une amie »,
Marceline possède quelques relations étroites avec Princesse Chewing-Gum. Initialement, selon la fiche technique officielle de la série, les deux sont définies comme des « amies rivales » tentant d'attirer l'attention de Finn. Cependant, pendant la continuité de la série, leur relation se dégrade et change. Marceline est la seule à appeler Chewing-Gum par son vrai nom — Bonnibel — comme en témoigne l'épisode Viens avec moi,. Leur lien est plus approfondi dans la saison, en particulier dans l'épisode Le Seigneur des Portes. Dans cet épisode, la chanson de Marceline, originellement intitulée I'm Just Your Problem et le dialogue entre elle et Chewing-Gum, semblent indiquer qu'elles auraient eu une relation passée, bien que les détails exacts n'aient jamais été révélés. Cela mène par la suite à une controverse concernant l'orientation sexuelle de Marceline,. Cependant, après les événements de l'épisode Le Seigneur des Portes, la relation entre Marceline et Chewing-Gum semble s'être améliorée, du fait qu'elles passent plus de temps ensemble comme en témoigne l'épisode Sky Witch.
Marceline et son père, Hunson Abadeer, ont du mal à s'accepter l'un et l'autre. Initialement, Marceline semble ressentir du rejet vis-à-vis de son père, et exprime ses émotions avec une chanson, originellement intitulée Fry Song. Bien qu'ils admettent s'aimer, Abadeer harcèle Marceline afin qu'elle règne à son tour sur la nuitosphère, un rôle prospectif que Marceline refuse d'endosser,. Marceline et le Roi des Glaces ont également une relation étroite. Dans l'épisode La brume des souvenirs, elle révèle que le Roi des Glaces — par la suite Simon Petrikov — l'a trouvé en train de pleurer au milieu des décombres d'une ville après la Guerre des Champignons. Simon donne ensuite à la petite Marceline Hambo et tente de la protéger. Ce geste d'affection mène à une grande amitié entre le Roi des Glaces et Marceline. Cependant, lorsqu'il porte sa couronne, Simon oublie peu à peu ses liens avec Marceline, jusqu'à en oublier totalement leur amitié. L'ancien préposé au storyboard et réalisateur superviseur de la série, Adam Muto, explique que l'histoire entre Marceline et le Roi des Glaces ne faisait initialement pas partie du scénario, mais de quelque chose qui « a évolué pendant sa [la série] création originale et qui continuera d'évoluer à l'avenir. »

## Accueil
Marceline est généralement bien accueillie par l'ensemble de la presse spécialisée. Oliver Sava de The A.V. Club met en avant le fait que le personnage « endosse le côté le plus tragique de l'émission. » Il écrit par la suite que son rôle « est un tournant majeur dans la série, l'introduction d'une histoire, l'ajout d'une touche de féminité fougueuse qui peut se tenir face à Finn et Jake, et qui possède également un lien très fort avec le passé de Ooo. » Il va encore plus loin en expliquant qu'« elle a été le centre émotionnel de quelques épisodes », et qu'« au-delà de son passé dramatique, Marceline rend encore mieux les épisodes dans lesquels elle apparaît », car « les scénaristes apprécient pleinement le personnage. » Susana Polo de The Mary Sue qualifie le personnage comme « l'un des plus radicaux » de la série. Cam Shea d'IGN décrit l'introduction de Marceline dans l'épisode Délogés comme le quatrième meilleur moment de la première saison. Il explique selon ses termes : « c'est sûr, dans cet épisode, elle vire Finn et Jake de leur domicile... mais hé, c'est la première fois qu'on la voit et c'est génial. » Il affirme plus tard que « Marceline est la meilleure. » Charlies Jane Anders, redacteur sur io9 explique que les scènes de Marceline — et celle du Roi des Glaces — dans l'épisode Souvenir dans un souvenir sont « l'un des moments les plus intenses que je n'ai plus vu depuis des années. » Elle met en avant le caractère de Marceline qu'elle définie comme « une gentille méchante. » CartoonNetwork.co.uk la nomme comme « Personnage de la semaine » le 24 janvier 2012. The Guardian nomme Marceline comme le meilleur personnage d'Adventure Time lors d'une critique DVD de la série, notant en particulier qu'« elle est... l'auteure des meilleures chansons de la série. »
L'équipe de production d'Adventure Time accueille également bien le personnage. Ward explique à de nombreux reprises que Marceline est son personnage préféré du fait qu'il « ne connaisse pas encore tout sur elle », ce qu'il trouve « mystérieux et cool. » Rynda explique également que Marceline est son personnage préféré et qu'« elle est marrante à dessiner. » Marceline est particulièrement bien connue parmi les fans d'Adventure Time, sa popularité ayant grandi depuis la diffusion de l'épisode Délogés. Ward note plus tard à ce propos que « c'est tout bon. » La popularité du personnage est reconnue par la société dirigeante d'Adventure Time. La presse officielle répond que le personnage est le préféré des fans, même dans le comics dérivé.

### Controverse
L'épisode Le Seigneur des Portes est particulièrement critiqué, notamment du fait qu'il implique des scènes concernant la relation passée entre Marceline et Princesse Chewing-Gum,. Dans un des épisodes de la série récapitulative "Mathematical" diffusé sur Youtube par le groupe Federator, la vidéo suggère plus ouvertement une relation lesbienne entre les deux personnages en demandant directement aux fans en fin de vidéo leur avis sur leur relation,,. Le producteur de l'émission, Fred Seibert, s'est expliqué sur cet incident en annonçant que l'équipe de production « est allé trop loin » sur ce type d'adaptation en cherchant à faire participer les fans de la série, action motivée également par un fanart des deux personnages,. Par la suite, ces scènes ont été retirées de YouTube, bien que Le Seigneur des Portes continue à être diffusé. La décision de Seibert quant au retrait de la vidéo a également été critiquée.
En août 2014, Olson explique lors d'une convention à Barnes & Noble que, selon Ward, Marceline et Princesse Chewing-Gum étaient ensemble par la passé, mais du fait que ces scènes n'ont pu être diffusées dans certains territoires où l'homosexualité est interdite, la série resta floue quant à la relation entre Marceline et la Princesse, jusqu'à l'épisode final Donnons-nous la main au cours duquel les deux personnages s'embrassent.